# Coaling
Coaling é uma cidade localizada no estado americano do Alabama, no Condado de Tuscaloosa.

## Demografia
Segundo o censo americano de 2000, a sua população era de 1115 habitantes.
Em 2006, foi estimada uma população de 1103, um decréscimo de 12 (-1.1%).

## Geografia
De acordo com o United States Census Bureau, a localidade tem uma área de 9,6 km², dos quais 9,5 km² cobertos por terra e 0,1 km² cobertos por água. Coaling localiza-se a aproximadamente 145 m acima do nível do mar.

## Localidades na vizinhança
O diagrama seguinte representa as localidades num raio de 24 km ao redor de Coaling.